# Almadraba de Hércules
La Almadraba de Hércules fue una antigua almadraba situada en el entorno de la Isla de Sancti Petri (San Fernando, Cádiz). Durante la época romana fue uno de los centros pesqueros del atún más importantes. 

## Historia
La almadraba de Hércules ya existía en la época fenicia y la época cartaginesa, alcanzando su máximo esplendor en tiempos de la colonización romana. Al igual que San Fernando, sufrió un período de decadencia durante la Edad Media, volviendo a recuperarse en la Edad Moderna, siendo, tras la Armada, uno de los sustentos de la población isleña. La factoría cerró el 18 de enero de 1973.